# Chitty Chitty Bang Bang (libro)
Chitty Chitty Bang Bang es un libro infantil de 1964 escrito por Ian Fleming para su hijo Caspar (que se suicidaría a los 23 años de edad). El libro cuenta la historia de un excéntrico inventor, Caractacus Potts, y su invención: un coche que vuela.
El libro fue adaptado dos veces. La primera fue con la película Chitty Chitty Bang Bang, en 1968. Y la segunda, como un musical, en el Teatro London Palladium, en el 2002.